# Come Away
Come Away (bra: Alice e Peter - Onde Nascem os Sonhos) é um filme de drama e fantasia de 2020 dirigido por Brenda Chapman e estrelado por Angelina Jolie, David Oyelowo, Anna Chancelloa, Clarke Peters, Gugu Mbatha-Raw, Michael Caine, David Gyasi e Derek Jacobi. O filme é uma homenagem a contos de fadas como Peter Pan e Alice no País das Maravilhas.
Come Away teve sua estreia mundial no Festival de Cinema de Sundance em 24 de janeiro de 2020 e foi lançado nos Estados Unidos em 13 de novembro de 2020, pela Relativity Media, e está programado para ser lançado no Reino Unido em 18 de dezembro de 2020, pela Signature Entretenimento. É o primeiro filme da Relativity lançado nos cinemas em quatro anos desde Masterminds.

## Sinopse
O filme retrata os personagens-título de Alice no País das Maravilhas e Peter Pan como irmãos tentando ajudar seus pais a superar a morte de seu filho mais velho.

## Elenco
- Angelina Jolie como Rose Littleton
- David Oyelowo como Jack Littleton
- Keira Chansa como Alice Littleton
- Jordan Nash como Peter Littleton
- Anna Chancellor como Eleanor Morrow
- Clarke Peters como Chapeleiro

## Produção
O projeto foi anunciado em maio de 2016, com a contratação da co-diretora de Valente, Brenda Chapman para dirigir.
Em maio de 2018, Angelina Jolie e David Oyelowo foram escalados para interpretar os pais de Alice e Peter, com os dois atores também assumindo o papel de produtores. Em agosto de 2018, Anna Chancellor, Clarke Peters, Gugu Mbatha-Raw, Michael Caine, David Gyasi, Derek Jacobi e Jenny Galloway se juntaram ao elenco. O financiamento adicional veio da Ace Pictures, Creasun Entertainment USA e Tin Res Entertainment; os produtores executivos incluem David Haring, Minglu Ma, George Acogny, Timur Bekbosunov, Johnny Chang, Peter Wong, Emma Lee, Gia Muresan, Simon Fawcett e Steve Barnett.
As filmagens começaram em Shad Thames em Londres em agosto de 2018, assim como no Windsor Great Park em South Forest e ao redor da lagoa de Johnson. Em outubro de 2018, a produção foi transferida para Los Angeles antes de ser concluída no final daquele mês.

## Lançamento
Ele teve sua estreia mundial no Festival de Cinema de Sundance em 24 de janeiro de 2020. Em outubro de 2020, a Relativity Media adquiriu os direitos de distribuição do filme nos Estados Unidos e teve seu lançamento em 13 de novembro de 2020.

## Recepção

### Bilheteria
Em seu fim de semana de estreia, o filme arrecadou US $ 108.000 em 475 cinemas.

### Resposta da crítica
O site agregador de resenhas Rotten Tomatoes informou que 36% das 49 resenhas do filme foram positivas, com uma avaliação média de 5,4 / 10. O consenso dos críticos do site diz: "Quase sem a magia dos contos de fadas que procura conjurar, Come Away é uma fantasia inicialmente intrigante que nunca realmente levanta voo." De acordo com o Metacritic, que amostrou 14 críticas e calculou uma pontuação média ponderada de 43 em 100, o filme recebeu "críticas mistas ou médias".
Depois de sua estreia em Sundance, Ben Pearson, da Slash Film, deu uma crítica positiva ao declarar "Um novo clássico infantil chegou, e este conto de fadas atemporal certamente encantará o público nas gerações vindouras." John DeFore do The Hollywood Reporter deu uma crítica negativa ao afirmar "Uma riqueza de material de livro de histórias familiar e um elenco incluindo Angelina Jolie e David Oyelowo vão chamar a atenção, mas uma produção bonita e um elenco bonito não são suficientes para obter esta fantasia fora do chão."